# 加速装置
加速装置（かそくそうち）は、サイボーグ、アンドロイドなど架空の機械体に搭載される、架空の機体制御システム。機体制御知能の知覚・思考・運動速度をモード切替によって高速化する機構。またそれを生身の人間で実現させる技術。
日本では石ノ森章太郎の漫画『サイボーグ009』（1964年）に登場するものが知られ、日本での知名度はこの作品によるところが大きい。

## 加速装置の原型
人間の反応速度を加速するというアイデアが使われた最初期のSF作品は、H・G・ウェルズの短編小説『新加速剤』（1901年）である。ただし、この作品では加速能力を得るために機械装置ではなく薬物が使われる。
エドモンド・ハミルトンのキャプテン・フューチャーシリーズの1編『謎の宇宙船強奪団 (Star Trail to Glory)』（1941年）、アルフレッド・ベスターの『虎よ、虎よ!』（1956年、日本語訳は1964年、中田耕治訳）には機械装置としての加速装置が登場する。特に『虎よ、虎よ!』では、装置が外付けではなく、体の中に埋め込んであり、「奥歯に隠されたスイッチ」で装置を起動するなど、その後の『009』でのスタイルの原型が見られる。
日本の漫画作品では手塚治虫が『新世界ルルー』（1951年）および『ふしぎな少年』（1961年）にて、自分以外の時間を停止させる能力を描いている。

## 『8マン』
『8マン』（1963年、平井和正原作、桑田次郎作画）では、最高3000km/hで走れる能力として加速装置の設定が採用されている。
加速装置は、先行して発表されていた『鉄腕アトム』、『鉄人28号』との差異、オリジナリティとして採用されている。
本作の加速装置は、「加速装置」として明確に定義された装置ではなく、人間の神経伝達速度の1000倍で電子頭脳からの命令を体の末端まで送る事ができるため、人間よりも1000倍速く行動することができるとされている。これは電子頭脳に起因するものではないため、生体脳を搭載したサイボーグである谷ケンも8マンと同等の速度で行動する事ができるが、この加速の重圧に生身の脳では耐える事ができず、事実上自滅してしまう弱点となっている。
一方、『8マン』の小説版とも呼ぶべき『サイボーグ・ブルース』では、主人公アーネスト・ライトおよびクライムシンジケートの暗殺者はサイボーグであり、生体脳を搭載したまま超音速で行動している。ただしこの加速した状態では生体脳の思考は追いつかないため、加速中は命令をキャッシュした電子頭脳によって機体がコントロールされると設定されている。

## 『サイボーグ009』
加速装置のスイッチは奥歯の内側に設けられ、舌によりこれを操作する。ブラックゴースト製ハイエンド戦闘サイボーグの基本装備の一つ。構想も最も早く、最初の実験体である002（ジェット・リンク）が既に最初期型を搭載している。その有効性が認められ、標準装備モデルの試作体である009（島村ジョー）以降に改造されたサイボーグ体はほぼ全機これを標準搭載し、その上で各機体に特徴的な装備を持たされている。
加速装置の使用中、使用者の体感では世界がゆっくり動く、あるいはほぼ静止し、「加速」に応じて音は低音域にシフトする。なお、色覚への影響が演出されたことはない。周囲から見て加速された機体の運動は目にも留まらぬ速度となり、瞬時に移動したかに見えることもある。発する音声は可聴域を超えて超音波帯にシフトする。そのため、加速中の個体との意思疎通は音声会話ではなく内蔵無線機あるいはテレパシーによって行われている。なお、『8マン』では加速中は指向性を持たせた「フォノンメーザー」で会話を行う設定である。
基本的に時間を操作するテクノロジーではないため、使用によって加齢が進むことはない。加速装置そのものの使用制限は時間、回数共に特に設定されていないが、「加速」中の機体は基本的に超高速高負荷運動を行っているため、エネルギーと各部機構を急速に消耗し、放熱が追いつかず過熱する。戦闘用でない服を着ていた場合、空気との摩擦熱も加わって燃えてしまうほどである。そのため機体の連続高負荷限界が加速行動を制限し「加速装置の使用限界」と俗称される。加速モードに入ったまま静止などの緩慢な動作をしている分には、この制限はいくらでも伸びて行く(使用可能限界が延長される)。ただ「結晶時間」のエピソードでは、加速装置の誤作動によって解除不能に陥り、擬似的な時間停止状態に陥ってしまい苦悩する009が描かれた。ただしあくまでも擬似的なものであって、009の体感では数時間や数日をかけて文字を書いたりまばたきをしたりと、時間は少しずつ動いている描写となっている。
加速装置の基本コンセプトとしては、機体の高出力を生かした高速・高機動行動を行わせる際に、特殊な訓練を要さず機体の制御精度を確保するため、補助電脳の援用などで思考速度を上げる機構と機体の出力リミッタとを連動させたものと考えられる。原作漫画には、加速装置を起動することにより通常モードでは壊せなかった隔壁を破壊して脱出するシーンを、運動方程式を引用して「高速で衝突すると強い力になる」と解説したエピソードがある。しかし、本来は高速で衝突することで強い衝撃を発生する以前に、高出力を発揮して高加速度を得る必要があるので、単純に加速装置の起動によって開放された出力による物理破壊、と理解して何の差し支えもない。
アニメ版『スカルマン』では、古代の遺物であるスカルマスクに加速装置らしき機構が内蔵されていた。しかし装着者が生身であるため、使用可能時間はきわめて短く、肉体に重度の損傷を被るというデメリットが存在する。これをサイボーグ化することで克服したのが、ブラックゴースト首領のスカールであり、その再現装置が後の00シリーズサイボーグへと受け継がれたとされている。

## 加速装置の演出上の問題
加速装置は時間を操作するものではないため、加速中の物体に対する物理法則は通常と同じものが適用される。従って平面の走行は加速できても、何らかの推進装置を用いない限り、重力下での上下動を加速することは出来ない。具体的には飛び降りた場合の自由落下速度は変わらないし、跳躍を加速することも出来ず、初速を上げると目標点を通り過ぎて高く跳んでしまう。従って、加速中の機体が全方向に高速に運動するありがちな描写は、壁や天井などの足場がない限りは基本的にあり得ない。加速者は加速に応じて重力加速度が減じていると感じ、例えば6倍速の状態では、月面上に等しい体感と運動になるはずである。しかし、『サイボーグ009』は漫画、アニメなどでこのような描写がされていないことも多い。
山本弘による短編小説『奥歯のスイッチを入れろ』や園田健一による漫画『ブレット・ザ・ウィザード』では、「加速中であっても自由落下速度は変化しない」ことを作中で表現すると共に、ストーリー上に活かしている。

## フィクションに登場する加速装置
サイボーグ009以降も多くのSF作品にガジェットとして登場している。
仮面ライダーシリーズ・スーパー戦隊シリーズ
『サイボーグ009』の作者である石森は1970年代、東映の特撮ヒーローの原作を務めており、スーパー戦隊シリーズの第2作『ジャッカー電撃隊』で加速装置が使用されている。主人公の桜井五郎（彼もサイボーグである）が「加速装置!」と叫んで自動車を走って追い抜く場面が低速度撮影で表現されている。準主人公のダイヤジャックにも加速装置が施されておりメンバー内で２人だけ加速装置を使えるのは『サイボーグ009』のオマージュである。
後の仮面ライダーシリーズでも相当技術を利用する作品が多数存在する。
- 『仮面ライダー555』に登場する仮面ライダー555は、「ファイズアクセル」を使用することによって10秒間だけ通常の1000倍の速さ（約マッハ50）で行動できる。
- 『仮面ライダー龍騎』のアクセルベント、『仮面ライダー剣』の「マッハジャガー」は加速のために特定のカードを使うなど「戴宗の札」の概念に近いが、カードリーダーなど、機械の補助を受けている。
- 『仮面ライダーカブト』に登場する仮面ライダーは「クロックアップ」を発動させることで高速で行動できる。敵も同等の能力を有しており、敵味方双方がクロックアップすることで、周囲の動きが止まった状態で戦う演出が多用された。また、カブトのライダーキックは基本的に回し蹴りであるなど、先述した演出上の問題への配慮がされていた。ただし（番組製作の都合により）場所移動するときに行われる、すれ違い交差しながらの戦闘という表現中は、普通に飛び跳ねながら移動している。強化型のハイパークロックアップは、実質タイムマシンである。

『電脳警察サイバーコップ』
1988年の特撮番組。主人公の仲間の1人、マーキュリービットに加速装置が装備されており、高速高機動力に優れているという設定。
『特捜エクシードラフト』
1992年の特撮番組。強化服の足に付ける追加装備「ターボユニットW」が設定されている。これは足首に噴射装置を設置してマッハ1で走るもので、厳密には（神経系の反応速度全体を上げる）加速装置ではない。作動中の演出はバイオニック・ジェミー（後述）同様、スローモーションで表現された。
『新加速剤  The New Accelerator』（H・G・ウェルズ（ストランド・マガジン誌1901年12月号初出）
肉体と思考に加速効果を及ぼす「新加速剤」を服用した教授と主人公の体験を描いたSF小説。
薬には副作用はなく、高速運動による肉体へのダメージもないが、持続時間は（加速していない世界で）1秒。また教授は反対の効果を持つ「減速剤」の研究も行っている。
『エイトマン』『サイボーグ・ブルース』（平井和正・桑田次郎）
『エイトマン』は劇中で「スーパーロボット」と称される、人格を移植した完全な機械体と設定されているため、超高速機動時のモード切替を描写してはいない。神経伝達速度が人間の1000倍である為、人間よりも1000倍早く行動できると設定されている。「決闘」では同様の性能を持った機体に人間の脳を搭載したサイボーグが登場するが、こちらは超高速での機動に生身の脳は耐えられないため遠からず自壊する事が示唆されていた。
原作者による小説『サイボーグ・ブルース』では、主人公は脳を残しており、高速機動時に補助電子頭脳によって高速運動中の機体制御の精度を確保しているため、補助電子頭脳にキャッシュできる情報量が時間的な制限となる。この作品では主人公の体感描写などからも、実質上「加速装置を搭載したサイボーグ」と見なすことが出来るが、サイボーグ体の強度は低く加速中の衝突は致命的であるから、主に「窮地を脱して敵の背後を取る」為に使用する。
『600万ドルの男』『バイオニック・ジェミー』
高速移動時やアクションシーンでは、スローモーションと特徴的な効果音によって高速運動を演出している。
『時間救助隊タイマー3』（能田達規）
「SS（スーパースピード）スーツ」は、装着者の動作と思考の速度を100倍にする機能と、重力加速度を10倍にする機能「Gブースター」を持っており、加速時でも通常と同じ様に行動できる事について説明がされている。また「Gブースター」だけを止めることにより、加速時の体感重力を10分の1にすることもできる。
『リターナー』
未来の道具として、体感速度を20倍に高めるソニックムーバーが登場している。
『銃夢』（木城ゆきと）
脳の処理速度をアップすることによりサイボーグ体の性能を極限まで引き出すモードらしきものがある。前述の加速中の制動についても描写されており、作中ではプラズマジェットを噴射することで姿勢制御を行っている。
『奥歯のスイッチを入れろ』（山本弘）
特殊な形状記憶超合金による人工筋肉を用いたサイボーグ「SSS（スーパーソニックソルジャー）」が登場。
出力調整が困難である為、重たいサイボーグ体を人間並みの速度とパワーで動かせる細い人工筋肉から、フルに性能を発揮できる太い人工筋肉へと切り替え、同時に脳の処理速度を1000倍に上げることで加速モードへと突入する。効果時間は主観で30分ほど。理論的には音速まで達する。
『009』で描かれているような加速中の戦闘シーンから発想を得ており、『変身サイボーグ』『エイトマン』『600万ドルの男』など過去作品へのオマージュも描写されている。
『アクセル・ワールド』（川原礫）
心臓から脳へ送られるパルスを増幅することによって思考を1000倍に加速し、ネットワーク上の仮想空間でアバターを操って戦うゲームソフト「ブレイン・バースト」が登場。現実の肉体を100倍に加速させるコマンドも存在するが、強化されていない生身の体を強引に動かすため激痛を伴う。
『ブレット・ザ・ウィザード』（園田健一）
「魔法」によって加速状態を得る。加速中は視界の光量が減少する、空気が粘性を帯びるといった描写がされており、慣性の法則から急に向きを変更したりすると肉体が負荷に耐え切れずに骨折などを起こす。また上述のように自由落下速度が変化しないことの描写もあり、ストーリー上、重要な事項となっている。
HEROES (テレビドラマ)
アメリカ合衆国のNBCで放送されたテレビドラマシリーズ。超能力者をテーマにしたSF番組であり、シーズン3で登場した「ダフニ・ミルブルック」という女性キャラが加速装置のような表現の高速移動 (Super Speed)の能力を有していた。高速移動中は他の能力者の使う時空間制御での時間停止中でも平然と動くことができ、大人2人程度なら抱えている人間も一緒に高速で動くことができる。彼女以外の人間にとっての高速移動中は風圧が辛いというだけで、他の作品のような空気との摩擦熱で燃えるという設定は本作には無い。